# Коэн, Майкл
Ма́йкл Ко́эн (англ. Michael Cohen; род. 25 августа 1966, Лонг-Айленд) — американский юрист. Получил известность как адвокат на службе у президента США Дональда Трампа.

## Биография
Майкл Коэн родился в семье евреев, иммигрировавших в США из Польши во время Второй мировой войны. Отец по профессии врач-хирург, мать — медсестра. В 1988 году Коэн окончил Американский университет, в 1991 году получил докторскую степень. Начинал юридическую практику на Манхэттене, сотрудничал с русскими и украинскими иммигрантами, занимавшимися лицензиями на работу в такси. Также занимался привлечением американских инвестиций на Украину.
В 2007 году приступил к сотрудничеству с Дональдом Трампом, выполнял функции его представителя в отношениях с собственниками Трамп-уорлд-тауэр и являлся его советником по вопросам недвижимости в Грузии и Казахстане. Участвовал в избирательной кампании Дональда Трампа на пост президента США в качестве советника по юридическим вопросам. Коэн взял на себя решение вопросов, которые могли бы повредить имиджу его подзащитного, в частности, в августе 2016 года оплатил молчание Карен Макдугал, грозившей опубликовать сведения об отношениях с Трампом, а в октябре 2016 года учредил компанию, со счёта которой оплатил молчание порноактрисы Сторми Дэниэлс.
В рамках расследования комиссии Роберта Мюллера в апреле 2018 года в офисе и гостиничном номере Майкла Коэна был произведён обыск, адвоката подозревали в финансовых преступлениях. В августе 2018 года Майкл Коэн признал себя виновным по восьми пунктам обвинительного заключения.
12 декабря 2018 года Коэн был приговорен к трем годам тюремного заключения по обвинению в нарушениях при финансировании избирательной кампании, банковских мошенничествах и уклонении от уплаты налогов в связи с выплатами Сторми Дэниэлс и Карен Макдугал за молчание об их интимных связях с Дональдом Трампом. Коэн пошел на сделку со следствием и признал, что платил им по указанию Трампа.
В конце февраля 2019 года Коэн давал показания в нескольких комитетах Конгресса США, в которых резко высказался против президента США. Он назвал Трампа расистом и мошенником, а также показал, что кандидат в президенты США Дональд Трамп, вопреки своим утверждениям об отсутствии деловых связей с Россией, находился в курсе переговоров по проекту «Трамп-тауэр Москва», якобы продолжавшихся даже в разгар предвыборной кампании.
В мае 2024 года Коэн был одним из главных свидетелей обвинения на судебном процессе по обвинению Дональда Трампа в  подлоге финансовой документации в связи с выплатами Сторми Дэниелс.